# Anarquismo en China
Los orígenes del anarquismo en China se pueden remontar hasta el temprano movimiento nacionalista chino. La preponderancia a fines del siglo XIX del movimiento nihilista y el anarcocomunismo en Rusia, que tiene una extensa frontera con China, fue la mayor fuente de influencias anarquistas sobre el movimiento nacionalista chino. 
El uso del asesinato como un medio de lucha en el movimiento anti-Manchú alentado por grupos como los Grupos Chinos de Atentado, era similar a la extendida utilización del autosacrificio y el asesinato de los grupos antizaristas como Narodnaya Volya y el nacionalismo paneslavo de la Mano Negra.
Aunque el anarquismo y el nihilismo son ideologías diferentes y separadas, en aquellos tiempos la prensa popular europea y china, tendían generalmente a confundirlos. En la Conferencia Internacional de Roma para la Defensa Social contra los Anarquistas se dio la siguiente definición de anarquismo:” todo acto que utilice medios violentos para destruir la organización de la sociedad.” Esta asociación con la violencia política promovió un precoz interés por el anarquismo entre los radicales chinos. Debido a la ausencia de material literario en idioma chino, esta influencia resultó bastante limitada.

## Los movimientos estudiantiles chinos
La primera presencia anarquista explícita y reconocible se originó en Francia y Japón, con los estudiantes chinos de familias adineradas que cursaban en el extranjero que se establecieron en esos países luego de la Rebelión Boxer. Aunque estos programas no eran accesibles a la gran mayoría de la población, alrededor de 1906 habían llevado a Europa entre 500 y 600 estudiantes, y a Japón, especialmente a Tokio, unos 10 000 estudiantes (debido a la cercanía geográfica, la similitud cultural y el costo más accesible). En París la ventaja consistía en que el gobierno francés subsidiaba a los estudiantes y tornaba el estudio más barato que en otros destinos.
Según otros relatos, hubo una política conscientemente ejecutada desde el gobierno chino para que el programa tuviera el fin de alejar a los estudiantes más radicalizados y localizarlos en Europa, y a los más moderados ubicarlos en Japón. Si ese fue el caso, entonces esta política careció de una visión a largo plazo, porque los estudiantes educados en el extranjero aprendieron los métodos e ideologías del socialismo y el anarquismo europeos, que transformarían por completo a la sociedad china. Es importante remarcar que en ambas localidades de estudio, el anarquismo rápidamente se convirtió en la tendencia dominante entre los estudiantes que habían participado del programa en el extranjero. En 1906, con diferencia de meses, se fundaron dos grupos anarquistas, uno en Tokio y el otro en París; las diferencias iniciales entre estos grupos producirían en el futuro movimiento anarquista chino dos estilos y visiones distintas del anarquismo.

### Grupo parisino
Según Li Shih-tseng, que participó en el movimiento, las influencias del grupo localizado en París pueden ser divididas en 3 campos principales: radicalismo libertario y anarquismo, darwinismo social y filosofía china clásica. Mientras el grupo parisino era mucho más reacio que su contraparte de Tokio a combinar las enseñanzas de Lao-Tsé o del tradicional sistema chino de reparto comunal de la tierra, con la ideología anarcocomunista que profesaban, Li describía al grupo como integrado por jóvenes que habían recibido una excelente educación en la tradición clásica china. También reconocía que el pensamiento tradicional chino ejercía influencia sobre ellos Sin embargo, la tendencia más manifiesta dentro del grupo parisino era la de rechazar o incluso oponerse activamente a cualquier asociación entre el anarquismo y la cultura tradicional.

### El grupo de Tokio
El grupo de Tokio estaba sujeto a las mismas influencias, pero con un diferente orden de preferencias. Mientras el grupo de París estaba apasionado con la ciencia occidental y la civilización occidental, el grupo de Tokio basó su anarquismo en la tradición política asiática. En otras palabras, mientras en París estudiaban Esperanto, reivindicaban el anarcosindicalismo, y releían la obra de Mijaíl Bakunin y Piotr Kropotkin, en Tokio propugnaban una sociedad basada en las comunas campesinas, unidas a través de municipios federados democráticamente y libremente, por medio de la ayuda mutua y la autodefensa recíproca. Basaban su ideología en la fusión del Taoísmo, el Budismo, y la comuna tradicional campesina china, otorgando preferencia a los textos de León Tolstoi sobre los de Kropotkin. Ambos grupos reivindicaban el atentado como táctica en sus inicios, lo cual revela la influencia del nihilismo, pero hacia 1910 al asumir el anarquismo como ideología renunciaron a la práctica del asesinato político.

### Cooperación y diferencias
A principios del siglo XX el movimiento anarquista estaba localizado en su mayoría en el mundo occidental, y los estudiantes chinos de París eran entusiastas simpatizantes del anarquismo porque lo veían como el pensamiento más de avanzada de todas las ideologías occidentales, y por lo tanto la más alejada de la cultura tradicional china, a la que percibían como en decadencia. Esta posición en repetidas ocasiones los colocaría en conflicto con el grupo de Tokio que veía mucho de lo que consideraba bueno en la cultura tradicional, e incluso argumentó que debido a que China no había abrazado la ilusión de la democracia liberal capitalista, podría ser más fácil para ellos hacer la transición al anarquismo de lo que sería para los europeos. 
Estas diferencias, sin embargo, no significan que los dos grupos no cooperaban. Debido a la descentralizada estructura política y el énfasis en la economía local y la autodeterminación política propugnada por ambos grupos, fueron capaces de llegar a un entendimiento tácito de que después de la revolución los dos sistemas podrían coexistir pacíficamente. El conflicto era esencialmente sobre los valores, prioridades, y (por implicación) los métodos para alcanzar la revolución que tanto deseaban. En particular, el conflicto sobre el lugar que debían ocupar las tradicionales filosofías chinas, dentro de los pensamientos y prácticas anarquistas. Esta fue una de las principales fuentes de fricción y de debate entre los dos grupos. 

### Comparación con los anarquistas europeos
Los grupos de París y Tokio fueron unánimes en su condena del confucianismo y en su defensa de una transformación social. Aunque el movimiento anarquista europeo abogó por la transformación social, los anarquistas chinos se destacaban por la importancia fundamental que atribuían a la abolición de la antigua cultura tradicional. Los anarquistas europeos guardaron algunas de sus más duras críticas para el cristianismo, considerado como uno de los tres pilares del autoritarismo, junto con el capitalismo y el Estado. Los anarquistas chinos declararon la guerra total contra la cultura confuciana, a la que veían como una forma de control social más o menos análoga a la cristiandad occidental en su penetración hegemónica de la sociedad y la prescripción de las normas sociales. Como lo expuso Chtu Min-I, uno de los miembros del grupo de París: 

Los chinos parecen ser los más grandes amantes de las cosas antiguas, tanto es así que sus mentes han sido totalmente atadas a las costumbres tradicionales y, por tanto se han convertido en esclavos de la tradición.

Durante los próximos veinte años, este énfasis en la transformación cultural sería también adoptado por los elementos de la izquierda radical china. Su retórica y su contenido serían eventualmente utilizados por Mao para justificar la Revolución Cultural.

## Anarquismo y nacionalismo
En el primera fase del movimiento, los anarquistas de ambas tendencias generalmente participaron en el movimiento nacionalista, incluso aunque en teoría repudiaban al nacionalismo y a los estados-nación.

### Ataques de los nacionalistas
Los primeros ataques sobre el joven movimiento anarquista fueron que provenían de los nacionalistas chinos, que vieron al anarquismo como una amenaza a sus esfuerzos por construir una nación fuerte, centralizada, unificada y moderna que pudiera hacer frente a la potencia invasora del imperialismo occidental. Como un lector nacionalista escribió en una carta al Hsin Shih-chi, un periódico anarquista publicado por el grupo de París: 

Si el pueblo sólo sabe clamar vacíamente que "No queremos ningún gobierno, ni soldados, ni fronteras nacionales, ni Estado” y están a favor de la armonía universal, la justicia, la libertad y la igualdad, me temo que aquellos que sólo conocen la fuerza bruta y desconocen la justicia, reunirán sus ejércitos para dividir a nuestra tierra y a nuestra gente.

Los nacionalistas también sostenían que sólo mediante la construcción de un frente popular podría el movimiento nacionalista derrotar a los manchúes y a la dinastía Qing, y que en el largo plazo si hubiera alguna posibilidad de que el anarquismo tuviera éxito debía ser necesariamente precedido por un sistema republicano que asegurase a China.

### Respuesta anarquista
La respuesta de los editores de Shi Hsin-Chi, escrita por Li Shih-Tseng, se fundamentaba en la idea de que la revolución que propugnaban sería global, simultánea y espontánea. Por lo tanto, los imperialistas extranjeros estarían demasiado preocupados con las revoluciones en sus países de origen para invadir o acosar a China. Sostuvieron también que el tener un fuerte gobierno centralizado coercitivo no había impedido a los enemigos de China atacarla en el pasado, y que a largo plazo la tiranía es tiranía, independientemente de si es nativa o extranjera. Por lo tanto, el único enfoque lógico para un pueblo que quiere la libertad debería ser oponerse a toda autoridad ya sea manchú, Han, extranjera o nativa. 
En retrospectiva, la pregunta obvia sería ¿cómo podían esperar que una revolución espontánea mundial sucediera?, y la respuesta es que el grupo de París, al igual que la mayoría de los radicales de todo género del mundo en aquellos años, creía en la revolución como algo semejante a una fuerza de la naturaleza. En el contexto de su pensamiento, la Revolución habría venido porque era evidentemente necesaria, y su función era simplemente preparar a las personas para ello y ayudarlos a ver la obvia necesidad del cambio social. Esta perspectiva proporciona una buena comprensión de la naturaleza fundamentalmente evolucionista del movimiento, y explica el enfoque del movimiento centrado en la educación en lugar de cimentar una organización.

### Resultados de la colaboración
La participación de destacadas figuras nacionalista indica el papel de las relaciones personales en la organización de los grupos de París. Las personas que fundaron ese grupo habían salido del movimiento nacionalista y quedaron fuertemente ligados a éste por una estrecha red de amistades personales. Por lo tanto, era natural para ellos que tratasen de integrar a sus amigos en su organización con la esperanza de ganarlos -y la influencia que poseían- para la causa anarquista. 
El resultado real de esta colaboración fue que los anarquistas, no los nacionalistas, comprometieron su propia posición, ya que el hacer esto les permitió acceder a posiciones de poder en el gobierno nacionalista al que eran teóricamente contrarios. Ese mismo año, Jing Meijiu y Zhang Ji  (otro anarquista afiliado al grupo de Tokio) serían elegidos para el parlamento republicano. Shifu y el grupo Guangzhou declararon que con su accionar se habían convertido en traidores a la causa y demostrado su falta de compromiso con el movimiento, pero los dos hombres seguían llamándose a sí mismos anarquistas y fueron activos en la promoción del anarquismo hasta finales de la década de 1920.  
Como contrapunto a esa colaboración, sin embargo, hay evidencia de que muchos otros anarquistas podrían haberse unido al nuevo gobierno nacionalista y ganar posiciones de poder y privilegio, pero que se negaron a hacerlo para no contradecir sus principios. Como Scalapino y Yu sostienen: "no puede haber duda de que muchos se negaron a jugar el tipo de papel político que era tan necesario en un período en el cual el personal capacitado era extremadamente escaso en comparación con el de las labores manuales."

### Cuestiones estratégicas
Arif Dirlik afirma que estos problemas son indicativos de la ambigüedad que persiste en la definición del anarquismo. Más exactamente, fue una cuestión de estrategia. Estos hombres se consideraban anarquistas porque estaban trabajando para la supresión a largo plazo del capitalismo, el Estado, y la autoridad coercitiva en general. En su visión, el anarquismo era un objetivo a muy largo plazo y no algo que esperaban ver realizado durante sus vidas. Chiang, por ejemplo, creía que se necesitarían 3.000 años para lograr la revolución que soñaban. 
Entendiendo esto, es más fácil ver por qué los anarquistas se verían tentados a hacer campaña, a ocupar cargos políticos o colaborar con elementos simpatizantes en el gobierno, ya que de lo ayudaría a lograr sus metas a largo plazo. Esta actitud era claramente diferente a la del anarquismo revolucionario de Kropotkin y Bakunin, o incluso del grupo de Guangzhou, cuyo objetivo inmediato era la revolución y la creación de una sociedad anarquista en el corto plazo.

## Nacimiento y crecimiento del anarquismo
Fue por esta razón que el grupo de París declaró que la educación era la actividad más importante en la que podrían estar involucrados los revolucionarios, y que sólo a través de la educación de la gente podría lograrse el anarquismo. (Véase, por ejemplo Wu Zhihui: Wu Zhihui: "Education as Revolution," The New Era, September 1908).  En consecuencia, orientaron sus actividades hacia la educación en lugar de los actos violentos o la organización de las bases (las otras dos formas de activismo que justificaban en teoría).
A tal fin, el grupo de París creó una variedad de empresas gestionadas por los estudiantes, y entre ellas una fábrica de queso de soja (tofu), para financiar los estudios de los estudiantes radicales de China que querían una educación en el extranjero. Los estudiantes estudiaban y trabajaban, adquiriendo así una educación europea por una parte mínima de lo que de otro modo les hubiera costado; y en el proceso adquirían experiencia de primera mano sobre lo que podría significar vivir, trabajar y estudiar en una sociedad anarquista. El programa de estudios en el exterior jugará un papel crítico infundiendo el lenguaje y las ideas anarquistas a cientos de estudiantes que participaron en él, y que pertenecían al conjunto de los movimientos nacionalista y revolucionario. El enfoque era eminentemente pragmático ya que servía a una necesidad real de los estudiantes que querían estudiar en el extranjero, pero carecían de los recursos financieros para hacerlo, y demostró que los modelos de organización anarquista basados en la ayuda mutua y la cooperación son alternativas viables a las empresas capitalistas con fines de lucro . 
A pesar de las ocasionales fricciones, la tendencia abrumadora de los grupos de París y de Tokio era ayudar a la causa nacionalista. De hecho, varios de los miembros del grupo de París fueron de los primeros miembros del Kuomintang y se convirtieron en amigos cercanos de Sun Yet-Sen . Al menos en dos ocasiones Sun solicitó y recibió "considerable" asistencia económica de Chang Ching-Chiang , quien estaba vinculado al grupo de París. 
Esta colaboración es comprensible dado el énfasis -tanto de los anarquistas y como de los nacionalistas- en la importancia de que los revolucionarios trabajasen juntos, y por el eclecticismo extremo de Sun Yat-Sen, que afirmó que "el objetivo final de los tres principios populares eran el comunismo y el anarquismo." También esto puede explicar la buena disposición del Grupo de París a aceptar fondos del gobierno nacionalista para ampliar sus programas unos años más tarde, durante la Primera Guerra Mundial.

## El anarquismo como movimiento de masas
En 1911 el anarquismo se había convertido en el motor de la movilización popular y había llegado mucho más allá de su asociación inicial con los estudiantes ricos que cursaban en el extranjero, para convertirse en un verdadero movimiento revolucionario en el conjunto del pueblo. Hay algunas evidencias de que los trabajadores del movimiento popular que se estaba desarrollando en esa época aprovechó un reflujo secundario de los ideales anarquistas debido a la gente que había estado trabajando en los Estados Unidos y se vio obligada a regresar a China tras la aprobación de la Chinese Exclusion Act de 1882. Este decreto limitó fuertemente (pero no eliminó) el flujo de trabajadores chinos hacia y desde los Estados Unidos . 

### Influencia de los anarquistas de los Estados Unidos
En los Estados Unidos, los anarquistas habían sido casi los únicos en el movimiento obrero en oposición explícita al racismo contra los trabajadores asiáticos y mexicanos, y cuando Emma Goldman habló en un mitin en San Francisco en la década de 1890 asistieron varios miles de trabajadores chinos. Además, desde 1908 en adelante, muchos millares de trabajadores chinos en América del Norte - particularmente aquellos que trabajan en California y el Pacífico-Noroeste - se convirtieron en miembros de la Industrial Workers of the World  (IWW). Los wobblies (como eran llamados los miembros de la IWW) fueron el primer sindicato estadounidense en oponerse a la institución de la Supremacía Blanca de manera organizada y manifiesta, y en reclutar activamente en sus filas obreros asiáticos, negros, latinos y trabajadores migratorios. Su defensa de los inmigrantes chinos que estaban siendo objeto de un sistemático acoso y discriminación les granjeó una gran participación de los trabajadores chinos, y un amplio apoyo dentro de la comunidad china de América del Norte. 
La influencia de los chinos miembros de la IWW de retorno a China casi no ha sido estudiada, pero la fuerte participación anarquista en el movimiento sindical chino y la recepción favorable que tuvieron puede deber algo a esta relación anterior entre los trabajadores chinos y los revolucionarios anarquistas.

### La revolución nacionalista de 1911
Después de la revolución nacionalista de 1911 y la victoria de la Alianza Revolucionaria, que contó con varios destacados anarquistas como dirigentes del movimiento, los anarquistas tuvieron un poco más de espacio para organizarse. Al mismo tiempo, el gobierno nacionalista no era en absoluto una garantía para la libertad de organización de los antiautoritarios, y la persecución del gobierno estaba en ciernes. Con el objetivo nacionalista de derrocar a la dinastía Qing de los manchúes alcanzado, la principal oposición ideológica al anarquismo venía de los autodenominados socialistas, incluida la Sociedad Socialista China y el ala izquierda del movimiento nacionalista, que – siguiendo a Sun Yet-Sen- se autodenominaba socialista. Jiang Kanghu, fundador de la Sociedad Socialista China en 1911, había sido un colaborador de La Nueva Era (una de las publicaciones del Grupo de París), e incluía en la plataforma de su partido la abolición del Estado, la estructura familiar tradicional y de la cultura confuciana.
La principal fuente de conflicto surgió porque la SSC quería mantener las relaciones de mercado pero complementadas con una amplia red de seguridad social, ya que consideraban que las personas sin ningún tipo de mecanismo de incentivo no producirían nada y la sociedad colapsaría. Otras fuentes de fricción que tenía que ver con el interés del SSC en desarrollar la revolución en China en primer lugar, y en la utilización de cargos electorales como una herramienta para lograrlo -ambas desviaciones importantes del anarquismo clásico. Jiang nunca se llamó a sí mismo como anarquista, por lo que su partido se consideraba generalmente como fuera del movimiento, a pesar de las similitudes. En 1912 el partido de Jiang se dividió en dos facciones: los socialistas puros, dirigidos por el monje anarquista budista Tai Xu , y el resto del partido, dirigidos por Jiang. 
Liu Shifu, quien llegaría a ser una de las figuras más importantes en el movimiento anarquista en la China continental fundó un grupo en Guangzhou un poco después durante ese mismo año, con un programa explícitamente anarquista-comunista.

### Los Socialistas Puros
El programa revisado de los Socialistas Puros incluía la abolición total de la propiedad y un sistema económico anarquista-comunista. Shifu los criticó por mantener el nombre de "socialistas", pero su plataforma fue claramente anarquista, tanto es así que los dos grupos generalmente se consideraban entre sí como camaradas. El énfasis en la importancia de la lucha campesina, que había sido adelantado con anterioridad por el grupo de Tokio, también se convertiría en un tema importante de discusión y organización entre los anarquistas chinos, ya fueren los Socialistas Puros o del grupo de Guangzhou, durante este período. Fueron los anarquistas quienes primero señalaron el rol fundamental que los campesinos debían desempeñar en cualquier intento revolucionario serio en China, y los anarquistas fueron los primeros en tomar parte en cualquier ensayo serio de organizarlos. 

### El Grupo de Guangzhou

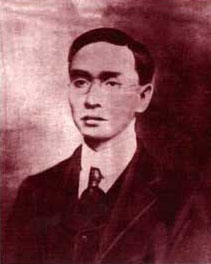
Liu Shifu, miembro del grupo Guangzhou.

La base principal de la actividad anarquista en la China continental en este periodo estaba en Guangzhou, pero los grupos de París y de Tokio continuaron teniendo una influencia significativa. Los Socialistas Puros, también estuvieron muy comprometidos, pero debido a que eran tanto budistas como anarquistas, estaban más interesados en promover la virtud y menos enfocados en la revolución inmediata. Por esta época el grupo de París había llevado su anarquismo a una filosofía muy abstracta que estaba más preocupada por el lugar del individuo en la sociedad que con las realidades cotidianas de los trabajadores. Esto quizás no debería resultar sorprendente, dado los orígenes pudientes de la mayoría del grupo de París, pero que llevaría a la fricción creciente entre ellos y sus compañeros en Guangzhou, más orientado a la lucha de clases. 
Sus más importantes contribuciones en esta fase fueron los fundamentos de "una alianza entre los intelectuales y los trabajadores" y su propaganda de trabajo que tenía por objeto deferenciar al anarquismo de todos los otros socialismos que fueron ganando en popularidad; y al hacerlo cristalizó por primera vez lo que verdaderamente era el anarquismo. 
Mientras el grupo de París había preferido exponer sus ideales en términos de libertades negativas, es decir, libertad frente a la coerción, libertad frente a la tradición, etc; el grupo de Guangzhou utilizaba afirmaciones positivas de los derechos y los trabajadores, mujeres, campesinos y otros grupos oprimidos, para exponer su visión de una sociedad anarquista. Es de destacar la ausencia de cualquier mención a las minorías étnicas, ya que una parte fundamental de su programa era la eliminación de las minorías étnicas, raciales y de las identidades nacionales, a favor de una identidad internacionalista que otorgaba una importancia primordial a la lealtad en la humanidad en su conjunto, en lugar de la lealtad étnica o al grupo racial. 
Es importante reconocer que esta posición fue formulada en respuesta a la preeminencia puesta en los orígenes étnicos por el movimiento anti-manchú, que trataba de afirmar la ilegitimidad de la dinastía Qing, basándose en el hecho de que sus miembros formaban parte de una minoría étnica sin contacto con la mayoría Han, una posición que los anarquistas de los cuatro grupos principales denunciaron como racista e impropia de un movimiento que afirmaba estar trabajando por la liberación. Su posición, por lo tanto, era que la organización en base al origen étnico conducía al racismo, y no tenía lugar en una revolución que buscaba la liberación de toda la humanidad. 
Mientras que estaba en consonancia con la postura del movimiento anarquista mundial de su época, esta posición provoca respuestas varias de los anarquistas modernos, muchos de los cuales ven un potencial revolucionario en las luchas de los grupos étnicos y raciales oprimidos. En términos del proyecto revolucionario en China, Ward Churchill, cita las declaraciones de apoyo a la autodeterminación de las minorías étnicas chinas, que fue clave para que los comunistas pudieran ganar el apoyo de estos grupos para su movimiento. Esto iba a resultar decisivo en la subsiguiente guerra civil entre el Partido Comunista de China y el nacionalismo chino. 
Los anarquistas de Guangzhou fundaron un periódico llamado La Voz del Pueblo y comenzaron a organizar a los trabajadores, mientras que en Taiwán, Jing Meijiu - que se había convertido al anarquismo como parte del grupo Tokio- fundó una fábrica/escuela anarcofeminsta administrada por los trabajadores, para servir como una herramienta que ayudase a las mujeres al mismo tiempo a ganarse la vida y recibir una educación.

### La influencia del grupo de París
En 1912, los miembros del grupo de París que habían regresado a China establecieron la "Sociedad Promotora de la virtud", cuya dirigencia incluía anarquistas prominentes como Li Shezeng y nacionalistas, como Wang Jiangwei. 
El objetivo de esa sociedad, de acuerdo con las tendencias del grupo de París, estaba tanto en la virtud y el comportamiento moral personal como en la praxis revolucionaria. Sus reglas para la afiliación delineaban diferentes niveles de compromiso y desalentaba que sus miembros comieran carne y visitasen prostitutas; y concretamente les prohibió viajar en sillas de manos, tener concubinas, o ejercer cargos públicos.
Si bien podría considerarse que esas reglas eran superfluas, la evidencia sugiere que deberíamos tomarlas muy seriamente, ya que la mayoría de las organizaciones anarquistas de China de esa época incluían normas similares. El objetivo era crear cuadros revolucionarios que liderasen por medio de su ejemplo personal y ayudasen a crear un modelo para una nueva cultura revolucionaria. Hay aquí un obvio paralelo con la tradicional obligación de la gente integrada en la vida pública, de dar el ejemplo y de promover la virtud.

### Francia necesita trabajadores
Sólo unos pocos años más tarde, durante la Primera Guerra Mundial, el grupo de París sacó provecho de la necesidad de mano de obra en Francia para obtener fondos de los gobiernos francés y chino para ampliar su movimiento de estudiantes/trabajadores, a fin de incluir a trabajadores chinos. Los estudiantes continuaron llegando, pero parte de su programa de educación incluía ahora dar clases y educar a los miles de trabajadores chinos que apoyaban el esfuerzo de guerra francés. Al hacerlo, ayudaban a una potencia capitalista colonialista (si bien una república) en su autodefensa en contra de otra potencia imperialista capitalista. 
Mientras tanto, un pequeño número de conocidos anarquistas, entre los que estaba Kropotkin, dio su apoyo a Francia durante la Primera Guerra Mundial porque la veían como más progresista que Alemania, temiendo que una victoria alemana supondría un perjuicio para sus actividades revolucionarias en Francia.  Esta fue sin duda una posición minoritaria en términos del movimiento anarquista global, que en su gran mayoría mantuvo una postura antibelicista. 
El grupo de París que se caracterizaba por su pragmatismo, y dado que los trabajadores chinos de todos modos iban a llegar, tomaron ventaja de la situación y la utilizaron como una oportunidad para satisfacer las necesidades a corto plazo de sus enemigos, para poder de cumplir su propio objetivo a largo plazo de educar a los trabajadores. El hecho de que fueron capaces de obtener fondos del gobierno para un programa de educación con el objetivo de formar a jóvenes y trabajadores para llegar a convertirlos en eficaces revolucionarios es una reivindicación de sus tácticas.

### Difusión de las ideas anarquistas
Las implicaciones prácticas de esta amplia difusión de las ideas anarquistas, y el lugar en que tuvieron lugar, son fuertes indicadores de la fuerte fusión del pragmatismo y el idealismo que caracterizó a las actividades de los grupos de París. En cualquier caso, el contacto creciente con la realidad de los trabajadores tuvo un profundo efecto en su propaganda y sus teorías, volviéndose los asuntos laborales en una parte mucho más importante de su programa. 

## El anarquismo como movimiento popular
En 1914 el anarquismo se había convertido en un verdadero movimiento popular en China acrecentando su número, abarcando desde los campesinos y los obreros de las fábricas hasta los intelectuales y los estudiantes se desilusionados con el gobierno nacionalista y su incapacidad para alcanzar la paz y la prosperidad que había prometido. 
La mayor desventaja que el movimiento había sufrido a lo largo de su historia, fue la extremada difusión de las ideas anarquistas hasta el punto que se estaba haciendo difícil determinar con exactitud que era y que no era un anarquista. Liu Shifu se dispuso a poner remedio a esa situación en una serie de artículos en La Voz del Pueblo, atacando a Jiang Kanghu, Sun Yet-Sen y a los Socialistas Puros. 
Los debates subsiguientes sirvieron para cristalizar qué era exactamente lo que se entendía por anarquismo. Estos artículos se daban generalmente en un tono de camaradería. El objetivo era hacer una diferenciación clara entre las diversas corrientes de pensamiento de ese entonces. Las cartas dirigidas a Sun Yet Sen y a los nacionalistas tenían por objeto exponer las ambigüedades de la utilización que hacían de la palabra "socialismo" para describir sus objetivos, que claramente no eran socialistas según cualquier definición contemporánea. Los ataques a Jiang y la SSC intentaron describir su visión de la revolución y el socialismo como demasiado limitado, ya que se centraba en un solo país, oponiéndose también a la parte de su programa que proponía la conservación de las relaciones de mercado. El ataque a los Socialistas Puros fue, con mucho, el más suave, siendo la crítica principal que si ellos se consideraban verdaderamente anarquistas, entonces deberían llaman a sí mismos anarquistas y no socialistas. El periódico La Voz del Pueblo convocaba y publicaba las respuestas de todos los partidos, y su objetivo parece haber sido la generación de un debate abierto y respetuoso entre camaradas. 
Durante los siguientes cinco años, el movimiento creció lenta pero constantemente a medida que cada uno de los distintos grupos continuó sus proyectos de propaganda, educación y organización. En 1915 los argumentos anarquistas para una Revolución Social que se habían originado una década antes con el grupo original de París, encontraron una mayor aceptación en el Movimiento de la Nueva Cultura, que fue iniciado por un pequeño grupo de intelectuales en Pekín, pero se extendió al resto de la provincia durante los próximos cuatro años, hasta que se fusionó al Movimiento del Cuatro de mayo. 
El Movimiento de la Nueva Cultura no era anarquista, pero en su glorificación de la ciencia y el desprecio extremo para el confucianismo y la cultura tradicional extendieron las críticas que se habían originado con el grupo de París. La proliferación del pensamiento anarquista durante este período puede ser vista como una confirmación de las influencias anarquistas en este movimiento desde su fundación. 

## Declinio anarquista y crecimiento del maoísmo
Una vez que los bolcheviques en Rusia consolidaron su poder, inmediatamente trataron de ampliar sus áreas de influencia. Su interpretación de la predicción de Karl Marx acerca de que la revolución sería mundial era que - como la vanguardia revolucionaria mundial – deberían utilizar todos los medios a su disposición para iniciar y apoyar revoluciones de al estilo bolchevique en todo el mundo. De acuerdo con la doctrina de Lenin sobre el imperialismo, su atención se centró en las naciones subdesarrolladas, porque creían que una vez que esas naciones se hubiesen quitado el yugo del imperialismo, el capitalismo occidental -privado del apoyo material y las materias primas que necesitaba- se desmoronaría. También apuntaron específicamente a aquellos países con movimientos revolucionarios ya constituidos, entre los que se hallaba China. 
En 1919 los anarquistas jugaron un importante papel en el Movimiento del Cuatro de mayo que abarcó el país. Fue en este momento que los bolcheviques comenzaron a organizarse en China y comenzaron a ponerse en contacto con grupos anarquistas de ayuda y apoyo. Los anarquistas, confundiendo a los bolcheviques como aliados y sin saber sobre cómo los bolcheviques habían subordinado los soviets a su aparato de partido, les ayudaron a crear grupos de estudio comunistas -muchos de los cuales fueron mayoritariamente anarquistas en sus inicios- e integraron a los bolcheviques al movimiento obrero chino y a los movimientos estudiantiles. 

### Creación del Partido Comunista
En 1921, con la fundación del Partido Comunista de China (PCCh), el movimiento anarquista casi de inmediato empezó a perder terreno. El bolchevismo y la plataforma del Partido Comunista fueron súbitamente atractivos para los trabajadores chinos porque les ofrecían la promesa de cambio para un futuro inmediato. 
Cuando el PCCh entró en el Primer Frente Unido con el Kuomintang contra los señores de la guerra en 1924, ganaron un acceso aún más amplio para el movimiento obrero y los movimientos de masas en general. En un período de dos años, el PCCh pasó de una plantilla de unos pocos cientos de afiliados a más de 50.000 a través de su apoyo y la asimilación de los diferentes movimientos de masas. 

### Ataques al anarquismo
Habiendo aumentado enormemente su número de miembro, El Partido Comunista ya no sentía la necesidad de ocultar su desdén por el movimiento anarquista y comenzó una serie de ataques contra el anarquismo y los anarquistas en sus publicaciones internas. El propósito de estos ataques era desacreditar a su oposición, y llevar la ideología a la base de las masas recientemente adquiridas. Esto es particularmente crítico, ya que prácticamente todos los líderes del PCCh durante los próximos cincuenta años serán elegidos de entre la gente que había comenzado como anarquistas. El hecho de que tantos radicales dejaran el movimiento anarquista y se unieran al PCCh es indicativo de las limitaciones del anarquismo chino durante este período. 
A medida que la influencia de los comunistas fue creciendo, sus ataques sobre el anarquismo se hicieron más abiertos y más virulentos. Mientras los primeros debates entre Ou Shenbai y Chen Duxiu, su antiguo maestro, habían sido amistosos, más tarde los debates se convirtieron en vivamente hostiles. A medida que el movimiento anarquista disminuyó rápidamente, su situación se hizo cada vez más desesperada. 
Una minoría de anarquistas, en su mayoría del grupo de París, había participado en el Kuomintang casi desde su fundación; pero la mayoría de los anarquistas, de acuerdo con sus declarados principios en contra de la participación en cargos de autoridad, se había negado a participar en esta alianza. Cuando el Kuomintang purgó las filas del partido en 1927, la pequeña minoría de anarquistas que habían participado en éste, instó a sus compañeros más jóvenes a unirse al movimiento y utilizar al movimiento popular como un vehículo para derrotar a los comunistas y hacer realidad la anarquía. Esto causó la oposición inmediata de los grupos anarquistas que seguían funcionando. Pero incluso los críticos de este oportunismo, sin embargo, con el tiempo se sumaron -aunque sólo fuese porque parecía ser la única posibilidad para hacer su movimiento relevante otra vez y recuperar el impulso perdido.
El resultado de esta última colaboración fue la creación de la primera Universidad del Trabajo en China, que pretendía ser una versión doméstica del programa educativo de los grupos de París y que trató de crear una nueva generación de “intelectuales obreros” que finalmente permitiría superar la brecha entre "trabajadores manuales" y "trabajadores intelectuales". La universidad sólo funcionaría por muy pocos años antes de que el gobierno nacionalista decidiera que el proyecto era subversivo y le retiró su apoyo. 
Había sido aceptable para los anarquistas el utilizar fondos del gobierno para promover el anarquismo tal como lo habían hecho en Francia, pero cuando empezaron a hacerlo en su propio país, sus "aliados" no estaban en absoluto jubilosos. Cuando el KMT inició una segunda ola de represión contra los pocos movimientos de masas que quedaban, los anarquistas abandonaron la organización en masa y fueron empujados a la clandestinidad. 

## Situación actual
Las organizaciones anarquistas han dejado de ser protagonistas en la actual política china, debido a la fuerte represión impuesta por el Estado maoísta desde la época de la Revolución Cultural, dirigida en contra de los antiautoritarios. Sin embargo, como un movimiento clandestino de resistencia el anarquismo sigue siendo influyente. Las corrientes del socialismo libertario y el anarcocomunismo han sido particularmente fuertes en el movimiento contra la dictadura y en el movimiento sindicalista clandestino de China. El más conocido de ellos en el mundo occidental es el Grupo Autónomo de Beijing, uno entre varios grupos encargados de organizar las Protestas de la Plaza de Tian'anmen de 1989.

## Otras lecturas
- He Zhen and Anarco-Feminism in China by Peter Zarrow
- Dirlik, Arif (1991). Anarchism in the Chinese Revolution. Berkeley: University of California Press. ISBN 0520072979.